# Стряпівка
Стря́півка — село (до 2011 року — селище) Соледарської міської громади Бахмутського району Донецької області в Україні.